# سوزان بلوم
سوزان بلوم (بالفرنسية: Suzanne Blum)‏ هي كاتِبة ومحامية فرنسية، ولدت في 24 نوفمبر 1898 في نيور في فرنسا، وتوفيت في 23 يناير 1994.

## وصلات خارجية
- سوزان بلوم على موقع IMDb (الإنجليزية)